# Chrabąszcz majowy

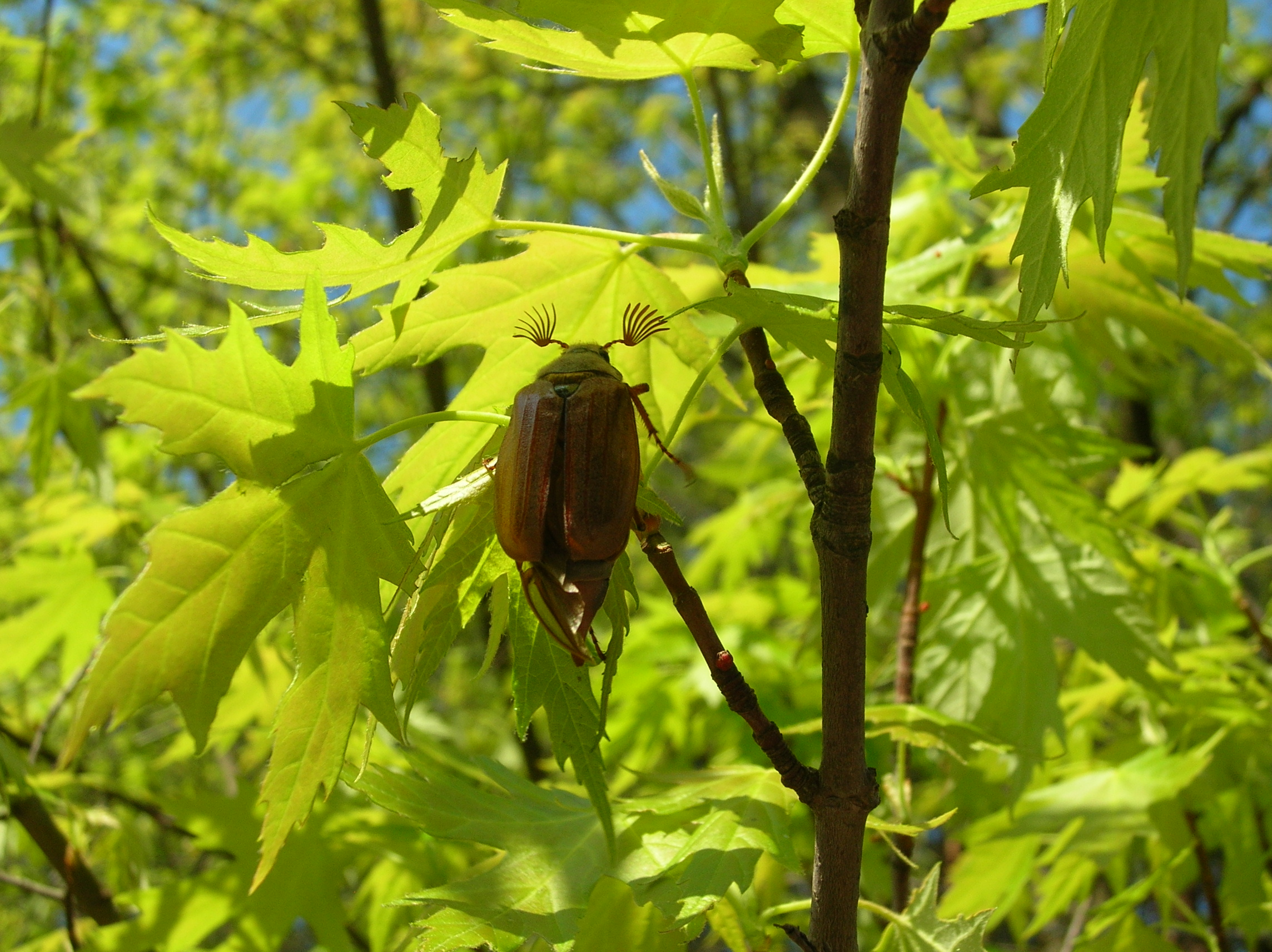
Owad na liściu klonu w pobliżu Czarnobyla

Chrabąszcz majowy (Melolontha melolontha) – gatunek chrząszcza z rodziny poświętnikowatych. Bardzo podobny do chrabąszcza kasztanowego. Chrabąszcz odbywa loty wieczorami w maju, czerwcu, a czasami na początku lipca, w dzień przebywa na drzewach liściastych.

## Taksonomia
Gatunek ten opisany został po raz pierwszy w 1758 roku przez Karola Linneusza w dziesiątym wydaniu Systema Naturae pod nazwą Scarabaeus melolontha. Jako miejsce typowe wskazano Europę.

## Wygląd
Długość 25–35 mm, ciało owalne, nieco wydłużone, czarne z białymi plamami na bokach odwłoka, czułki, pokrywy skrzydłowe i odnóża brunatne, silny gryzący aparat gębowy. Larwy oligopodialne (3 pary nóg tułowiowych), białe, grube, charakterystycznie zgięte w podkowę nazywane pędrakami. Poczwarka wolna. Dorosłe chrząszcze oraz pędraki zimują w glebie na głębokości 1 metra.

## Występowanie
- Eurazja

## Pokarm
Chrabąszcz żywi się liśćmi różnych drzew liściastych (drzewa owocowe, wierzby, brzozy, buki, dęby i inne), a jego larwy są typowymi polifagami: żerują na korzeniach roślin zielnych, krzewów i drzew; mogą uszkadzać system korzeniowy młodych roślin, w burakach i bulwach ziemniaka wygryzają dziury; z punktu widzenia człowieka są szkodnikami szkółek, upraw oraz trawników. Najmniej szkodliwe są larwy w pierwszym i drugim stadium L1 i L2 (pierwsza i druga wylinka), żywią się głównie butwiejącymi resztkami roślinnymi i korzeniami, dopiero w ostatnim stadium L3 (trzecia wylinka) podgryzają żywe rośliny.

## Rozród
Przeobrażenie zupełne: jajo, 3 wylinki (L1, L2, L3), poczwarka i imago (owad doskonały). Chrząszcze pojawiają się w maju i żerują na drzewach liściastych. Samica składa jaja pod ziemią, w pobliżu drzew, w wydrążonym przez siebie korytarzu na głębokości 10–15 cm, po 15–20 jaj w złożu. Samice zamierają w czerwcu, po złożeniu około 80 jaj. Po 3 tygodniach wylęgają się larwy. Żerują one początkowo w warstwie próchniczej gleby, zjadając rozkładające się rośliny. Rozwijają się zwykle 3 lata i co roku dwukrotnie linieją. W trzecim roku, pod koniec lata, przepoczwarczają się, a w październiku wylęgają się dorosłe chrząszcze, które wychodzą na powierzchnię dopiero w maju następnego roku.

## Pozostałe informacje
- Płeć dorosłego osobnika można odróżnić m.in. po liczbie blaszek na miotełkowato zakończonych buławkach. Samce mają ich 7, a samice 6.
- Jeszcze na początku XX w. we Francji i w północnej Hesji przygotowywano zupę z chrabąszczy majowych[3].